# Distrito de Teotitlán
El distrito de Teotitlán es uno de los 30 distritos que conforman al estado mexicano de Oaxaca y uno de los dos en que se divide la Región Sierra de Flores Magón. Se conforma de 677 localidades repartidas entre 25 municipios.

## Municipios
| Código INEGI | Municipio                    | Cabecera                     |
| ------------ | ---------------------------- | ---------------------------- |
| 029          | Eloxochitlán de Flores Magón | Eloxochitlán de Flores Magón |
| 040          | Huautepec                    | Huautepec                    |
| 041          | Huautla de Jiménez           | Huautla de Jiménez           |
| 058          | Mazatlán Villa de Flores     | Mazatlán Villa de Flores     |
| 109          | San Antonio Nanahuatipam     | San Antonio Nanahuatipam     |
| 116          | San Bartolomé Ayautla        | San Bartolomé Ayautla        |
| 142          | San Francisco Huehuetlán     | San Francisco Huehuetlán     |
| 163          | San Jerónimo Tecóatl         | San Jerónimo Tecóatl         |
| 171          | San José Tenango             | San José Tenango             |
| 187          | San Juan Coatzóspam          | San Juan Coatzóspam          |
| 206          | San Juan de los Cués         | San Juan de los Cués         |
| 228          | San Lorenzo Cuaunecuiltitla  | San Lorenzo Cuaunecuiltitla  |
| 234          | San Lucas Zoquiápam          | San Lucas Zoquiápam          |
| 244          | San Martín Toxpalan          | San Martín Toxpalan          |
| 249          | San Mateo Yoloxochitlán      | San Mateo Yoloxochitlán      |
| 322          | San Pedro Ocopetatillo       | San Pedro Ocopetatillo       |
| 354          | Santa Ana Ateixtlahuaca      | Santa Ana Ateixtlahuaca      |
| 374          | Santa Cruz Acatepec          | Santa Cruz Acatepec          |
| 396          | Santa María la Asunción      | Santa María la Asunción      |
| 406          | Santa María Chilchotla       | Santa María Chilchotla       |
| 416          | Santa María Ixcatlán         | Santa María Ixcatlán         |
| 431          | Santa María Tecomavaca       | Santa María Tecomavaca       |
| 434          | Santa María Teopoxco         | Santa María Teopoxco         |
| 490          | Santiago Texcalcingo         | Santiago Texcalcingo         |
| 545          | Teotitlán de Flores Magón    | Teotitlán de Flores Magón    |

## Demografía
En el distrito habitan 146 270 personas, que representan el 3.85% de la población del estado. De ellos 114 057 dominan alguna lengua indígena.